# Episodi de I gialli di Edgar Wallace (quinta stagione)
La quinta stagione della serie televisiva I gialli di Edgar Wallace (The Edgar Wallace Mystery Theatre) è andata in onda negli Stati Uniti da settembre 1963 a novembre 1964. In Italia è stata trasmessa dalle televisioni locali negli anni '80.
| nº | Titolo originale     | Titolo italiano   | Prima TV USA   | Prima TV Italia |
| -- | -------------------- | ----------------- | -------------- | --------------- |
| 1  | The Partner          | Il pugnale cinese | Settembre 1963 |                 |
| 2  | Accidental Death     |                   | Novembre 1963  |                 |
| 3  | Five to One          | Cinque a uno      | Dicembre 1963  |                 |
| 4  | Downfall             |                   | Marzo 1964     |                 |
| 5  | The Verdict          | Il verdetto       | Febbraio 1964  |                 |
| 6  | We Shall See         |                   | Aprile 1964    |                 |
| 7  | Who Was Maddox?      | Chi è Maddox      | Agosto 1964    |                 |
| 8  | Act of Murder        |                   | Settembre 1964 |                 |
| 9  | Face of a Stranger   |                   | Settembre 1964 |                 |
| 10 | Never Mention Murder | Giallo sull'isola | Novembre 1964  |                 |
| 11 | The Main Chance      |                   | Novembre 1964  |                 |

## The Partner
"I gialli di Edgar Wallace n.6" - 1º Episodio
- Prima televisiva: Settembre 1963
- Diretto da: Gerard Glaister
- Soggetto di: John Roddick
- Attori principali: Yoko Tani (Lin Siyan), Guy Doleman (Wayne Douglas), Ewan Roberts (Detective Inspector Simons)

## Accidental Death
- Prima televisiva: Novembre 1963
- Diretto da: Geoffrey Nethercott
- Soggetto di: Arthur La Bern
- Attori principali: John Carson (Paul Lanson), Jacqueline Ellis (Henriette), Derrick Sherwin (Alan)

## Five to One
- Prima televisiva: Dicembre 1963
- Diretto da: Gordon Flemyng
- Soggetto di: Roger Marshall
- Attori principali: Lee Montague (Larry Hart), Ingrid Hafner (Pat Dunn), John Thaw (Alan Roper), Brian McDermott (John Lea)

## Downfall
- Prima televisiva: Marzo 1964
- Diretto da: John Moxey
- Soggetto di: Robert Stewart
- Attori principali: Maurice Denham (Sir Harold Crossley), Nadja Regin (Suzanne Crossley), T. P. McKenna (Martin Somers)

## The Verdict
- Prima televisiva: Febbraio 1964
- Diretto da: David Eady
- Soggetto di: Arthur La Bern
- Attori principali: Cec Linder (Joe Armstrong), Zena Marshall (Carola), Nigel Davenport (Larry Mason), Paul Stassino (Danny Thorne)

## We Shall See
- Prima televisiva: Aprile 1964
- Diretto da: Quentin Lawrence
- Soggetto di: Donal Giltinan
- Attori principali: Maurice Kaufmann (Evan Collins), Faith Brook (Alva Collins), Alec Mango (Ludo)

## Who Was Maddox?
- Prima televisiva: Agosto 1964
- Diretto da: Geoffrey Nethercott
- Soggetto di: Roger Marshall
- Attori principali: Bernard Lee (Supt. Meredith), Jack Watling (Jack Heath), Suzanne Lloyd (Diane Heath), Finlay Currie (Alec Campbell)

## Act of Murder
- Prima televisiva: Settembre 1964
- Diretto da: Alan Bridges
- Soggetto di: Lewis Davidson
- Attori principali: Anthony Bate (Ralph Longman), John Carson (Tim Ford), Justine Lord (Anne Longman)

## Face of a Stranger
- Prima televisiva: Settembre 1964
- Diretto da: John Moxey
- Soggetto di: John Sansom
- Attori principali: Jeremy Kemp (Vince Howard), Bernard Archard (Michael Forrest), Rosemary Leach (Mary Bell)

## Never Mention Murder
- Prima televisiva: Novembre 1964
- Diretto da: John Nelson Burton
- Soggetto di: Robert Banks Stewart
- Attori principali: Maxine Audley (Liz Teasdale), Dudley Foster (Philip Teasdale), Michael Coles (Tony Sorbo), Pauline Yates (Zita)

## The Main Chance
- Prima televisiva: Novembre 1964
- Diretto da: John Knight
- Soggetto di: Richard Harris
- Attori principali: Grégoire Aslan (Potter), Edward de Souza (Michael Blake), Tracy Reed (Christine)